# أنخل ماريا دي ليرا
كان أنخيل ماريا دى ليرا روائيا إسبانيا. 

## حياته
وُلد في بلدة بايدس الواقعة في محافظة غوادالاخارا في 7 مايو 1912. كان والده طبيبًا يعمل في مجال الرعاية الصحية البلدية. أمضى طفولته في عدة بلدات من منطقتي قشتالة ولا ريوخا. وعندما كان لا يزال طفلًا، التحق بالمعهد الكهنوتي في نورييا، حيث درس خمس سنوات من اللاتينية والعلوم الإنسانية. ثم انتقل إلى المعهد الكنسي، حيث كان يدرس اللاهوت والفلسفة، لكنه في عام 1930 مرّ بأزمة إيمان وتخلى عن الدراسة ، وبسبب وفاة والده نتيجة وباء الإنفلونزا، وبينما كانت والدته تعمل كممرضة، حصلت والدته على وظيفة في إدارة اليانصيب في مدينة "لا لينيا دي لا كونثبثيون" (قادس)، ولذلك انتقلت العائلة إلى الأندلس. بعد إنهاءه للمرحلة الثانوية، بدأ في عام 1932 دراسة القانون في جامعة غرناطة، لكنه لم يُكمل دراسته بسبب ظروف الحياة في تلك المدينة.
في عام 1932، كتب في الجريدة الأناركية La Tierra (الأرض) تحت اسم مستعار هو "أنخل دي سامانييغو"، وهو اسم مستعار كان يستخدمه للنقد الموجه إلى خط الكونفدرالية الوطنية للعمال (CNT). ثم انضم إلى الحزب النقابي Partido Sindicalista بعد زيارة قام بها أنخل بيستانيا إلى مدينة لا لينيا في عام 1935.